# Vrachonisída Koúmaro
Vrachonisída Koúmaro är en ö i Grekland.   Den ligger i prefekturen Nomós Dodekanísou och regionen Sydegeiska öarna, i den östra delen av landet, 270 km öster om huvudstaden Aten.
Terrängen på Vrachonisída Koúmaro är varierad. Öns högsta punkt är 17 meter över havet. 